# Lake Oku
Lake Oku är en sjö i Kamerun.   Den ligger i regionen Nordvästra regionen, i den västra delen av landet, 280 km norr om huvudstaden Yaoundé. Lake Oku ligger 1 917 meter över havet. Trakten runt Lake Oku är huvudsakligen savannskog.